# Драган Чавич
Драган Чавич (серб. Драган Чавић; нар. 19 березня 1958, Зениця) — боснійський політик, голова Республіки Сербської з листопада 2002 року до листопада 2006 року, віце-президент у 2000–2002 роках. Член Сенату Республіки Сербської з 1996 по 2011 рік.
Драган Чавич навчався в Університеті Баня-Луки, у 1980 році закінчив економічний факультет.
До початку політичної кар'єри працював на керівних посадах в декількох державних і приватних фірмах. Чавич одружений. Має сина та доньку.